# Delahaye Type 135
Der Delahaye Type 135 ist ein Pkw-Modell. Hersteller war Automobiles Delahaye in Frankreich.

## Beschreibung
Die Fahrzeuge wurden zwischen 1935 und 1952 hergestellt. Es waren sportliche Fahrzeuge ohne direkten Vorgänger. Nachfolger wurde der Type 235.
Der Sechszylinder-Ottomotor der ersten Ausführung war in Frankreich mit 18 CV eingestuft, alle folgenden mit 20 CV.
Es gab die folgenden Ausführungen:
- Sport und Coupe des Alpes mit 18 CV von 1935 bis 1939,[1] 650 Exemplare[2]
- Compétition bzw. Compétition Long mit 20 CV von 1935 bis 1938,[1] 453 Exemplare[2]
- Compétition Court mit 20 CV von 1935 bis 1937,[1] 30 Exemplare[2]
- Spécial mit 20 CV von 1935 bis 1936,[1] 16 Exemplare[2]
- M Compétition mit 20 CV von 1938 bis 1939[1][2], 288 Exemplare (von M Compétition und MS zusammen)[3]
- MS (für Modifiée Spéciale)[3] mit 20 CV von 1938 bis 1939[1][2]
- M[2] oder MS[1] mit 20 CV von 1946 bis 1952, 1155 Exemplare[3]

Insgesamt entstanden 2592 Fahrzeuge.
Der erstgenannte Motor hat 80 mm Bohrung, 107 mm Hub, 3227 cm³ Hubraum und 95 bis 110 PS Leistung. Mit einer Bohrung von 84 mm beträgt der Hubraum des zweiten Motors 3558 cm³; er leistet 110 bis 130 PS. Gemeinsamkeit ist die OHV-Ventilsteuerung. Der Motor ist vorn im Fahrgestell eingebaut und treibt die Hinterachse an.
Der Radstand beträgt je nach Ausführung 286 cm oder 295 cm, beim Spécial nur 270 cm. Die Spurweite ist mit 138 cm einheitlich. Das Fahrgestell wiegt 935 kg. Bekannt sind die Karosseriebauformen Coupé, Cabriolet und Roadster, nur selten Limousine. Ein erhaltener Coupe des Alpes von 1936 hat 2950 mm Radstand, 1485 mm Spurweite, 4350 mm Fahrzeuglänge, 1620 mm Fahrzeugbreite und wiegt 1640 kg. Fahrzeuge nach 1945 sind zwischen 4570 mm und 4800 mm lang. Für 1947 ist ein Leergewicht von etwa 1500 kg bekannt und für 1952 von 1560 bis 1700 kg.
Figoni & Falaschi baute 1936 und 1937 eine zehn Fahrzeuge umfassende Kleinserie des Phaeton Grand Sport, dessen Karosserieform im Art-déco-Design auf eine Skizze von Géo Ham zurückging und die später vom Schweizer Karosseriehersteller Hartmann für den Cadillac V16 Hartmann Cabriolet, ein Unikat auf Cadillac-Basis, nachempfunden wurde.

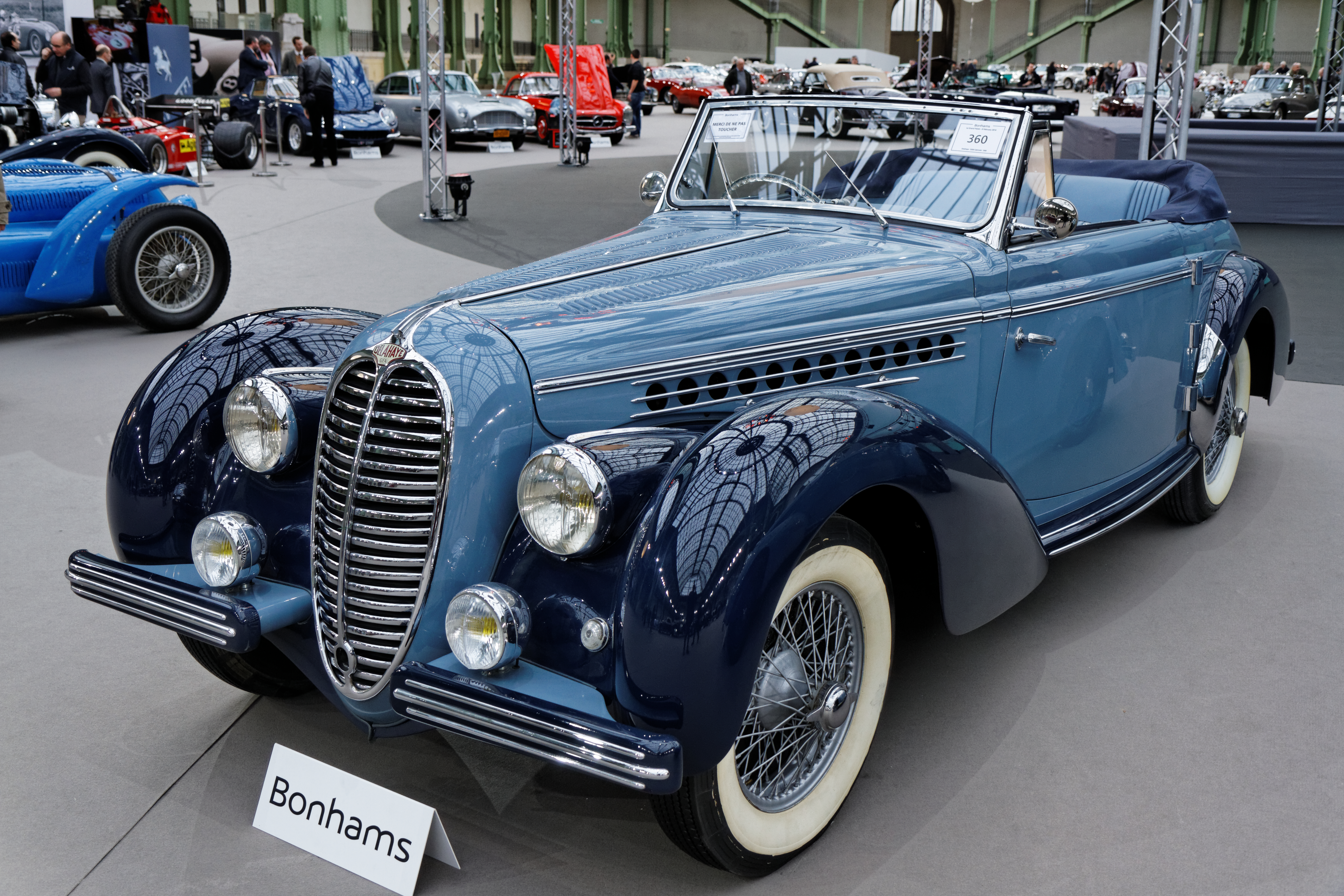
Cabriolet
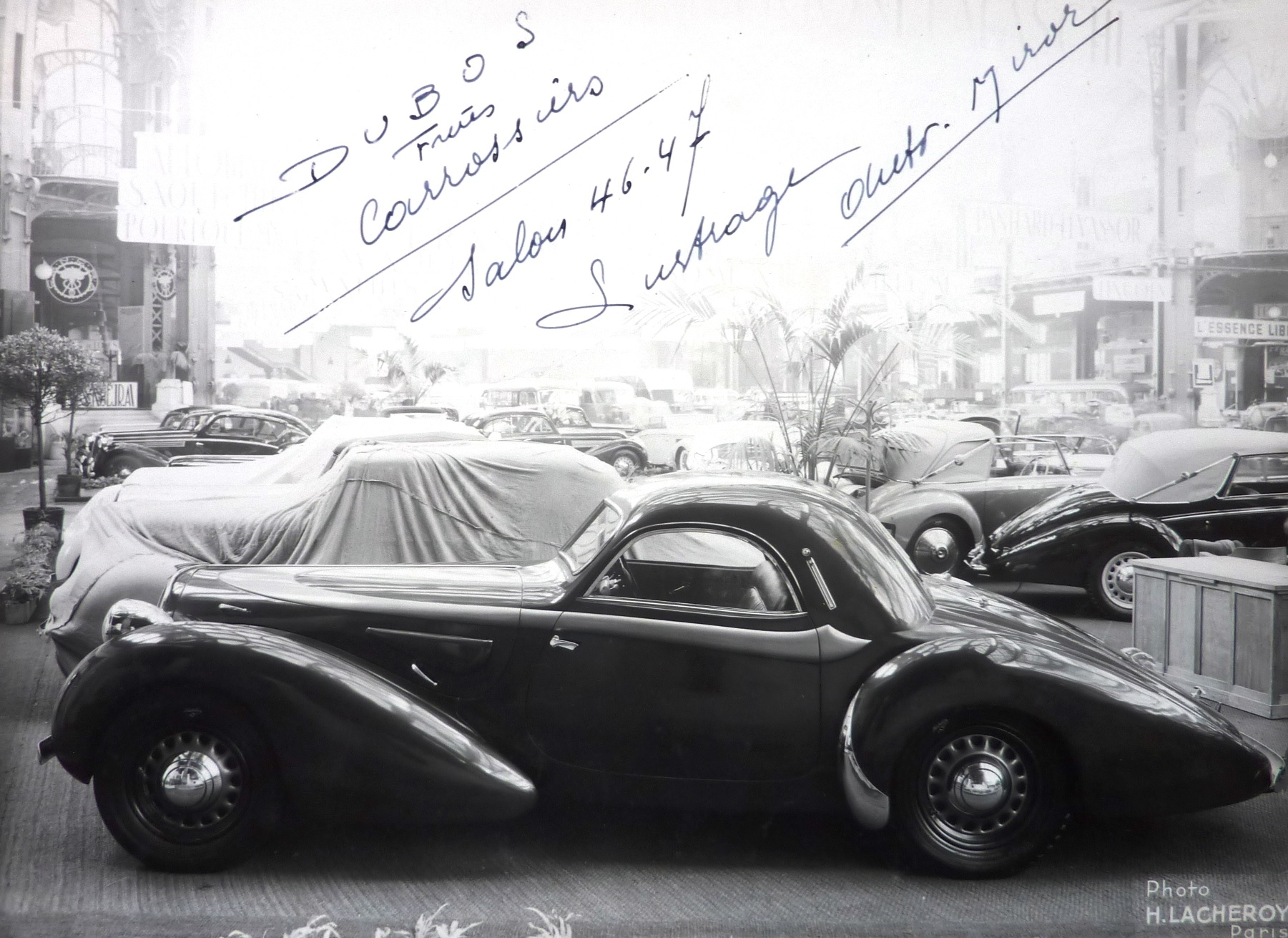
Coupé von Dubos
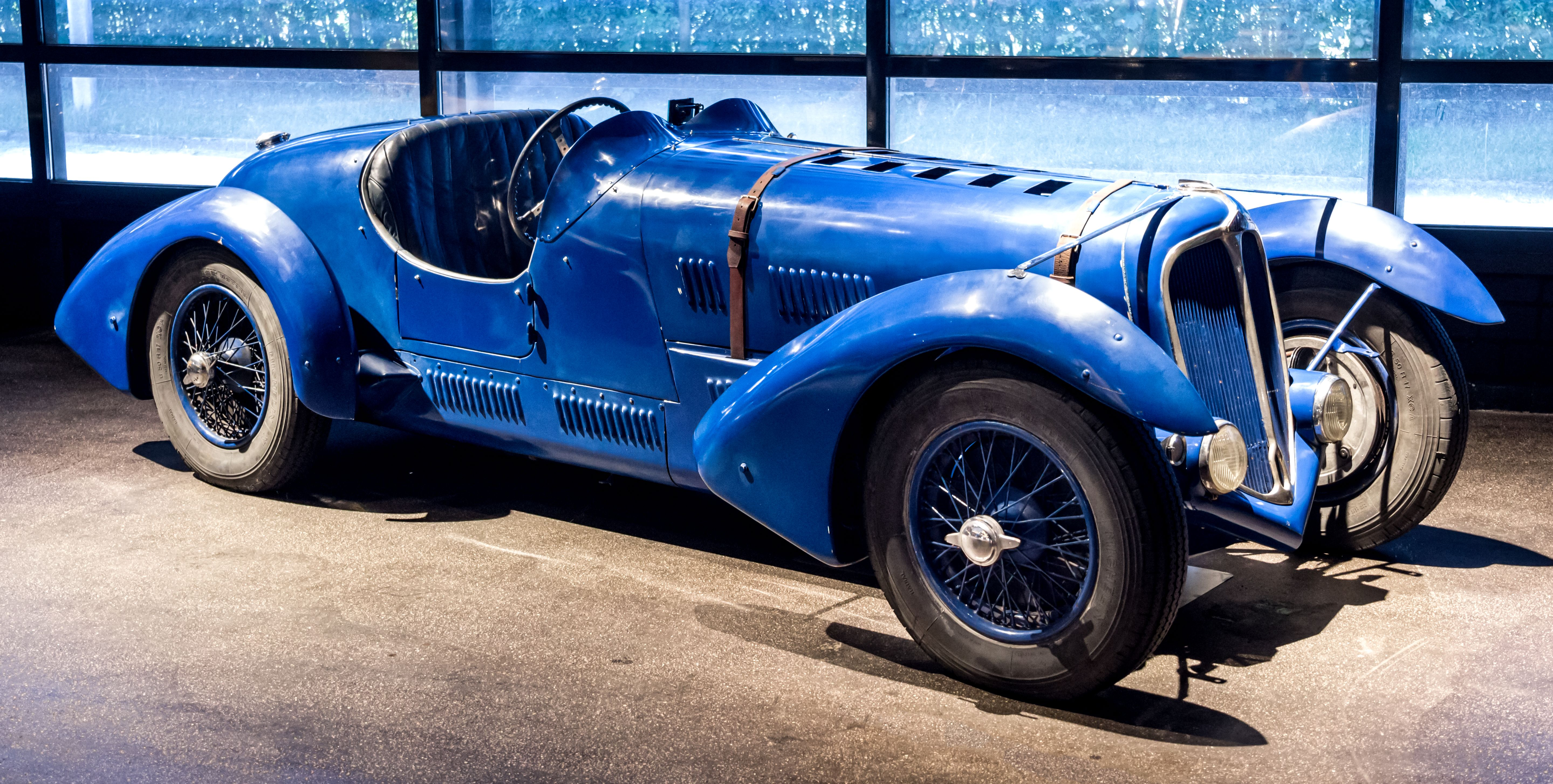
Roadster
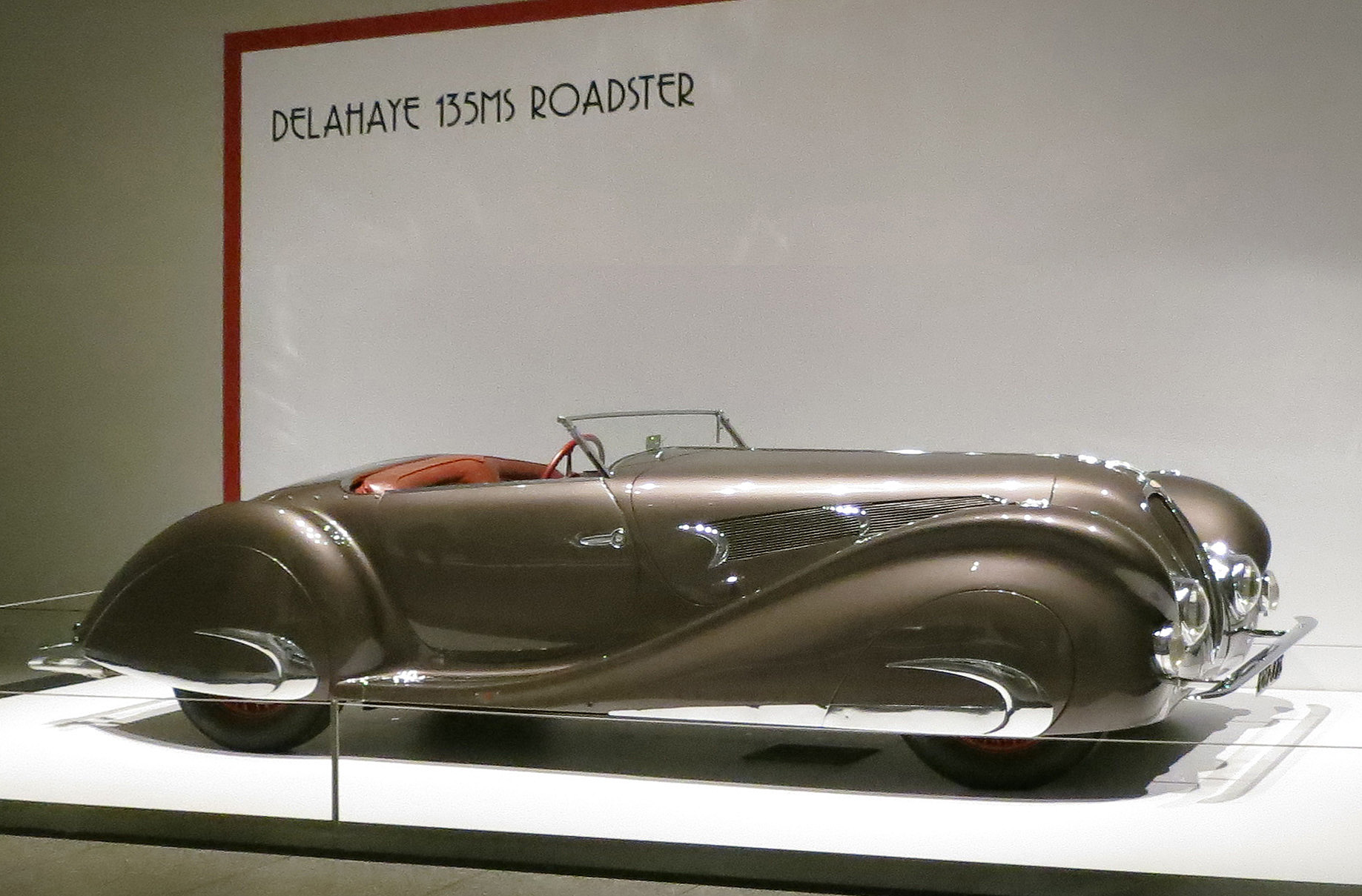
Roadster mit verkleideten Vorderrädern
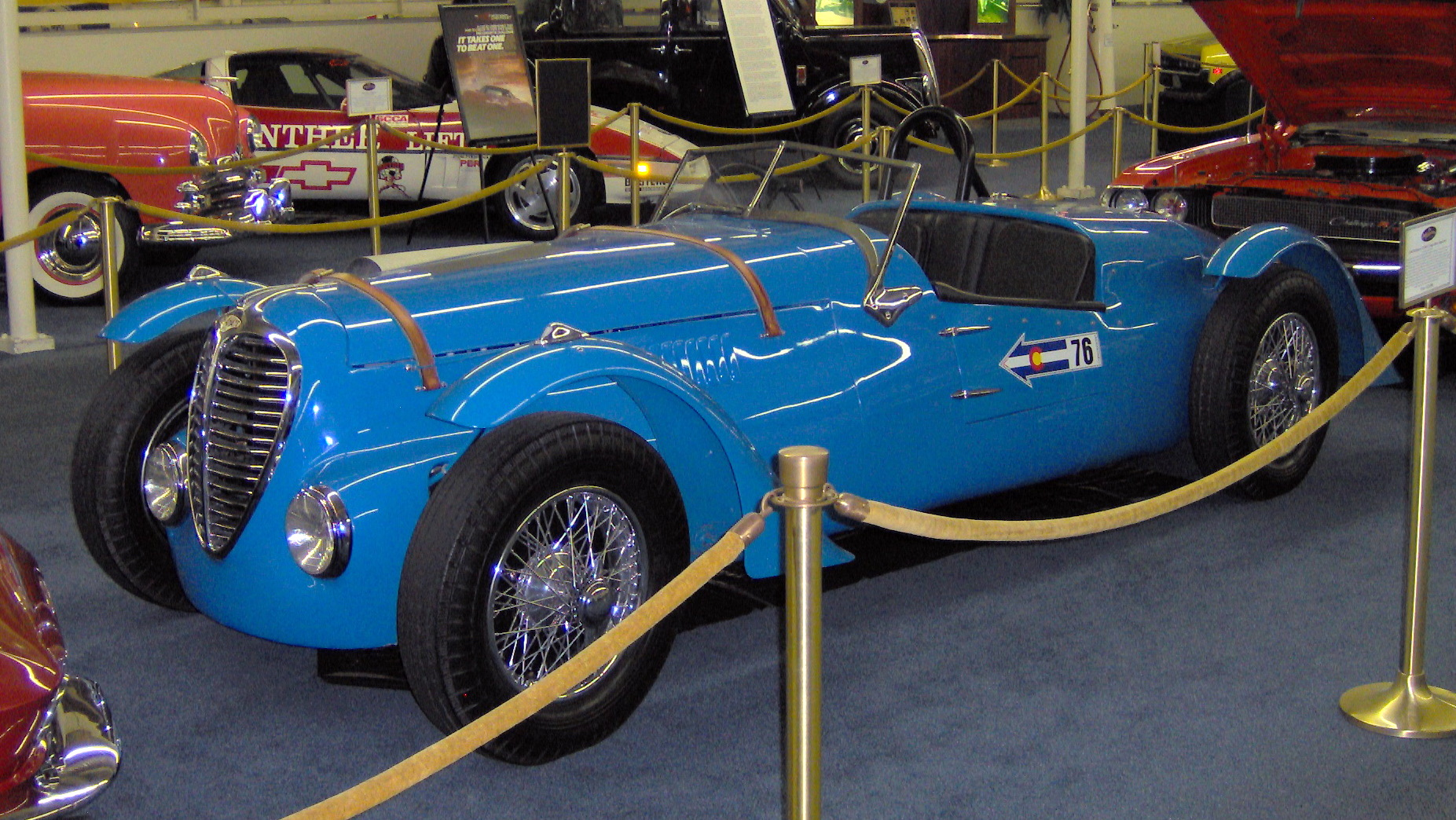
Compétition Roadster

Auktionspreise für gute Fahrzeuge liegen im sechsstelligen Bereich. Besondere Aufbauten oder der leistungsfähigste Motor wirken preissteigernd.  So kostete 2014 ein Roadster von Figoni & Falaschi 6,6 Millionen US-Dollar.